# Penfield (New York)
Penfield ist eine US-amerikanische Kleinstadt (Town) im Monroe County des Bundesstaats New York. Das U.S. Census Bureau hat bei der Volkszählung 2020 eine Einwohnerzahl von 39.438 ermittelt. Webster ist ein Vorort der Stadt Rochester.

## Geografie
Manche glauben, dass die Topographie von Penfield vor fast zwei Millionen Jahren durch schmelzende Gletscher geformt wurde. Die gleichen Kräfte, die die Finger Lakes schufen, halfen bei der Entwicklung des interessanten Terrains in und um Ellison Park. Diese Gletscherschmelze hinterließ fruchtbares Land, das heute für die Landwirtschaft (und seit dem späten 20. Jahrhundert bis heute für die Wohnbebauung) genutzt wird. Der Boden ist reichhaltig für den Anbau bestimmter Sorten von Äpfeln, Kirschen, Pflaumen, Pfirsichen und Birnen.
Penfield ist in allen vier Richtungen von benachbarten Städten umgeben. Im Norden liegt Webster, im Süden Perinton, im Osten Walworth, und im Westen Irondequoit und Brighton.

## Geschichte
Nach der Amerikanischen Revolution wurde das Land, das zu Penfield wurde, in den Phelps and Gorham Purchase aufgenommen. Nachdem es durch mehrere Hände gegangen war, wurden die Townships 13 und 14 von Range IV des Phelps and Gorham Purchase von Daniel Penfield in mehreren Transaktionen im Laufe des Jahres 1795 erworben.
Das Gebiet im heutigen Monroe County blieb durch den Fluss Genesee geteilt, und alle Siedlungen östlich des Genesee wurden 1796 Teil der Stadt Northfield. Diejenigen westlich des Flusses wurden 1797 in Northampton organisiert. Als die Bevölkerung schnell wuchs, teilten sich beide Siedlungen. Aus Northfield wurde zunächst Boyle, von dem sich 1810 Penfield abspaltete.
Die Stadt Penfield wurde 1810 gegründet und die erste Stadtversammlung wurde m 2. April 1811 abgehalten. Die Stadt bestand zunächst aus den Townships 13 und 14 der Range IV. Ein Teil der südwestlichen Ecke ging an die Stadt Brighton, als diese 1814 gegründet wurde, und Township 14 wurde 1840 als Stadt Webster abgespalten. Das heutige Penfield ist also, mit kleinen Unterschieden, Township 13 von Range IV des Phelps and Gorham Purchase.

## Demografie
Nach der Volkszählung von 2010 leben in Penfield 36.242 Menschen. Die Bevölkerung teilt sich 2017 auf in 90,8 % nicht-hispanische Weiße, 2,1 % Afroamerikaner, 0,1 % amerikanische Ureinwohner, 3,1 % Asiaten und 1,3 % mit zwei oder mehr Ethnizitäten. Hispanics oder Latinos machten 2,5 % der Bevölkerung von Webster aus. Das mittlere Haushaltseinkommen lag bei 81.067 US-Dollar und die Armutsquote bei 4,2 %.